# Adamantios Korais
Adamántios Koraís (in greco Αδαμάντιος Κοραής?), noto anche con le varianti francesi del nome "Adamance Coray" o "Diamant Coray" (Smirne, 27 aprile 1748 – Parigi, 6 aprile 1833) è stato un filologo greco.
Uomo dal molteplice intelletto, viene ricordato anche per essere stato un traduttore, un pensatore, un intellettuale umanista e un patriota greco. Conseguì inoltre la specializzazione di medico a Mompellieri. Influenzato dalle idee della Rivoluzione francese e dalle istanze dell'Illuminismo, Koraís preparò il terreno culturale per la Guerra d'indipendenza greca e contribuì alla creazione della letteratura greca moderna.
Il suo nome è spesso associato alla questione della lingua greca, in quanto creatore della versione della lingua greca detta katharèvusa (in greco καθαρεύουσα γλῶσσα), una forma "ripulita" della lingua vernacolare. La lingua proposta da Koraís fu utilizzata dal neonato stato greco all'indomani della guerra d'indipendenza greca.